# Leptothorax gracilis
Leptothorax gracilis är en myrart som beskrevs av Mayr 1868. Leptothorax gracilis ingår i släktet smalmyror, och familjen myror. Inga underarter finns listade i Catalogue of Life.